# Isabel-Clara Simó i Monllor
Isabel-Clara Simó i Monllor (Alcoi, l'Alcoià, 4 d'abril de 1943 - Barcelona, 13 de gener de 2020) fou una mestra, escriptora, periodista i política valenciana. Filla d'un conegut mestre i pedagog que va ser una figura decisiva en aquells anys pel reconeixement de l'acadèmia que dirigia. Clara Simó va mantindre sempre un ferm compromís amb la seua condició de dona d'esquerres i amb la defensa de les llibertats individuals i col·lectives.
És considerada una de les autores modernes més importants de la literatura en català. Ha estat guardonada en múltiples ocasions. Entre altres distincions, el 1993 va rebre el Premi Sant Jordi de novel·la per La salvatge; el 1999 li va ser concedida la Creu de Sant Jordi per la seva trajectòria literària, i el 2001 li van atorgar el Premi Andròmina de narrativa per Hum... Rita!: l'home que ensumava dones i el Premi de la Crítica dels Escriptors Valencians en assaig per En legítima defensa. També ha estat distingida amb el XIX Premi de Novel·la Ciutat d'Alzira per El meu germà Pol.
Té obra traduïda a l'alemany, l'anglès, el basc, el castellà, el francès, el gallec, l'italià, el neerlandès i el suec.

## Biografia
Isabel-Clara Simó era llicenciada en Filosofia per la Universitat de València en Periodisme i doctorada en Filologia romànica.A la Universitat de València va conèixer Joan Fuster, qui va incitar l'escriptora per tal que reivindicara la seua llengua, el valencià. Va exercir de professora a Bunyol i a l'IES Ramon Muntaner de Figueres, ciutat on van néixer els seus fills, i també a l'IB Sant Josep de Calassanç de Barcelona. Va passar al periodisme el 1972, com a directora del setmanari Canigó, i col·laborà habitualment en diversos mitjans de comunicació. En 1985, participà en els Consells Municipals de la Pau i va assistir a les Nacions Unides de Viena, Praga i Lerín, per representar Catalunya com a membre fundador. Del 1985 al 1988 va ser membre de l'Associació d'Escriptors en Llengua Catalana, de la qual va ocupat el càrrec de vicepresidenta al Principat. En els seus contes i novel·les ha creat uns personatges complexos que mantenen relacions conflictives, com La Nati (1991), Raquel (1992), els d'Històries perverses (1992) o els de T'imagines la vida sense ell? (2000). Obres com Júlia (1983) o D'Alcoi a Nova York (1987) han estat ambientades a Alcoi, la seva ciutat natal. Sobre Jacint Verdaguer, va ser adaptada a la ràdio per Catalunya Ràdio.
Ha estat guardonada, entre d'altres, amb el premi Sant Jordi 1993 per La salvatge. Va ser delegada del Llibre del Departament de Cultura de la Generalitat de Catalunya. El 1999 és distingida amb la Creu de Sant Jordi per la seva trajectòria. El recull de relats Dones (1997) ha estat objecte d'una adaptació cinematogràfica l'any 2000. De publicació més recent, són llibres com L'home que volava en el trapezi (2002) o la recopilació dels seus articles apareguts al diari Avui, amb el títol d'En legítima defensa. També s'ha de parlar de l'èxit de crítica i públic de l'obra teatral Còmplices, portada a l'escena per Pep Cortès.

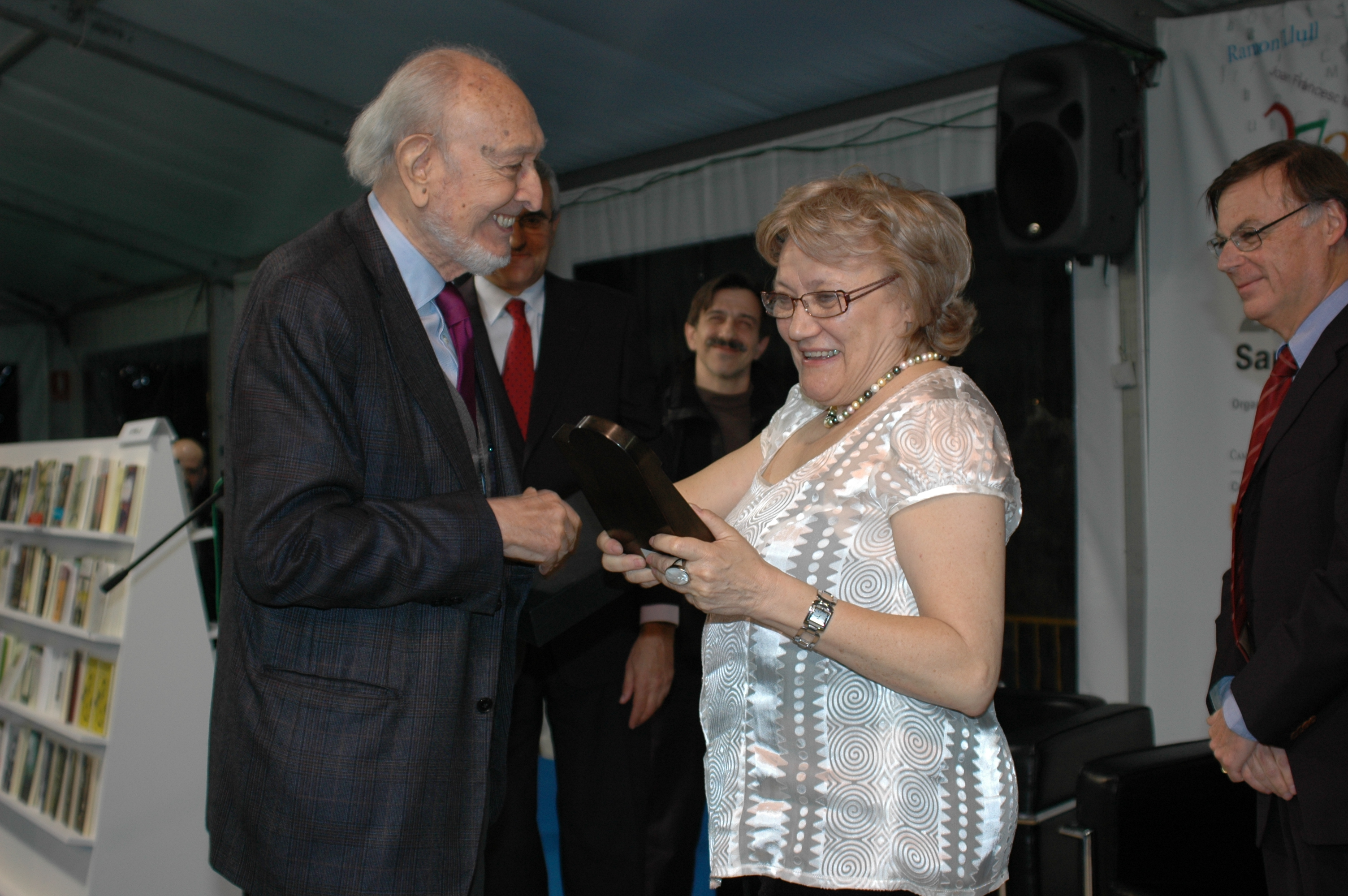
Isabel-Clara Simó rep el Premi Trajectòria de mans de Josep Maria Castellet. A la dreta, Carles Solà; al fons, Jordi Boixaderas i Albert Pèlach

El 1993 guanyà el Premi Crítica Serra d'Or de narració per Històries perverses. L'any 2001 li és atorgat el premi Andròmina pel llibre Hum... Rita!: L'home que ensumava dones, i el 2004, el Premi de la Crítica dels Escriptors Valencians en la modalitat d'assaig per En legítima defensa. L'any 2007 va conquerir el Premi de Novel·la Ciutat d'Alzira amb l'obra El meu germà Pol.
Com a periodista, va exercir de directora del setmanari Canigó ja que hi tenia un vincle molt proper, perquè Xavier Dalfó, el seu marit, n'era el fundador. Va ser columnista al diari Avui i després al Punt Avui. Va ser delegada del Llibre del Departament de Cultura de la Generalitat de Catalunya.
El 2008 va ser distingida amb els Premis Joan Coromines que atorga la Coordinadora d'Associacions per la Llengua Catalana (CAL) a persones i col·lectius que han destacat pel seu compromís en la normalització de la llengua catalana, la cultura i la nació.
L'any 2009 va rebre el Premi Trajectòria en el marc de la Setmana del Llibre en Català. Segons l'organització, aquest guardó reconeix l'extensa obra de l'escriptora i la seva implicació en la defensa de la llengua. Van completar la cita literària una glossa a l'homenatjada de l'exrector de la Universitat Autònoma de Barcelona (UAB), Carles Solà, i una lectura de poemes inèdits de l'autora per part de l'actor Jordi Boixaderas. El 2013 també va ser reconeguda per l'Ajuntament d'Alcoi amb la concessió de la medalla d'or de la ciutat i el nomenament com a filla predilecta.
L'any 2016 se li va atorgar la Medalla d'Honor de la Xarxa Vives d'Universitats. A la tardor, va esdevenir la nova degana de la Institució de les Lletres catalanes, en substitució de Francesc Parcerisas.
El 2017 va rebre el Premi d'Honor de les lletres catalanes.
El 7 d'agost de 2019 l'escriptora faria saber públicament la lluita que mantenia contra una malaltia. Morí el 13 de gener de l'any 2020 a causa d'aquesta malaltia, a l'edat de 76 anys, i fou enterrada al cementiri d'Alcoi.

## Cites de l'autora a diferents entrevistes
- “Jo he nascut i m’he format a Alcoi. Només les circumstàncies alienes a mi m’han fet allunyar-me’n. Soc com soc per ser alcoiana”
- “Jo era analfabeta en la meua història i el meu país fins que Joan Fuster m’ho va ensenyar tot.”
- “El feminisme és menys al carrer, però mai hi havia hagut una bibliografia tan culta sobre les dones. Estem menys al carrer i més a les biblioteques i a les universitats”.
- “Volia donar importància i veu pròpia a totes aquelles persones anònimes i grups socials que mai l’han tingut per part dels mitjans i la societat majoritària.”
- “I m’hi he dedicat en cos i ànima a partir d’uns quants pressupòsits que no tinc cap intenció d'incomplir: escriure sempre en llengua catalana, escriure allò que em dicti la consciència, sense cap concessió a les modes, als premis o a la comercialitat, i escriure tan bé com pugui -a cada línia, crec que n’aprenc una mica més-, a més d'intentar fressar els gèneres i els registres diversos d’aquest difícil món.”

## Obra publicada
Entre les seves més de quaranta obres cal destacar:
| - Júlia. Barcelona: La Magrana, 1983 - Ídols. Barcelona: La Magrana, 1985 - T'estimo, Marta. Barcelona: La Magrana, 1986 - El secret d'en Toni Trull. Barcelona: Barcanova, 1986 - El mossèn. Barcelona: Plaza i Janés, 1987 - Els ulls de Clídice. Barcelona: Ed. 62, 1990 - La veïna. Barcelona: Àrea, 1990 - Una ombra fosca com un núvol de tempesta. Barcelona: Àrea, 1991 - La Nati. Barcelona: Àrea, 1991 - El Mas del Diable. Barcelona: Àrea, 1992 - Raquel. Barcelona: Columna, 1992 [juvenil] - La salvatge. Barcelona: Columna, 1994 - La innocent. Barcelona: Columna, 1995 - Joel. Barcelona: Columna, 1996 - El professor de música. Barcelona: Columna, 1998 - De nom, Emili. Barcelona: Columna, 1998 - El gust amarg de la cervesa. Barcelona: Columna, 1999 - T'imagines la vida sense ell? Barcelona: Columna, 2000 - Hum... Rita!: L'home que ensumava dones. València: Eliseu Climent / 3i4, 2001 - L'home que volava en el trapezi. Barcelona: Columna, 2002 - Adéu-suau. Barcelona: Ed. 62, 2006 - Dora diu que no. Alzira: Bromera, 2006 [juvenil] - El caníbal. Barcelona: Columna, 2007 - El meu germà Pol. Alzira: Bromera, 2008 - Amor meva. Barcelona: Ed. 62, 2010 - Un tros de cel. Alzira: Bromera, 2012 - Els invisibles. Barcelona: Amsterdam, 2013 - La vida sense ell (nova versió de T'imagines la vida sense ell?). Alzira: Bromera, 2013 - L'amant de Picasso. Alzira: Bromera, 2015 - Jonàs. Barcelona: Edicions 62, 2016 - És quan miro que hi veig clar. Barcelona: Selecta, 1979 - Bresca. Barcelona: Laia, 1985 - Alcoi-Nova York. Barcelona: Ed. 62, 1987 - Històries perverses. Barcelona: Ed. 62, 1992 - Perfils cruels. Barcelona: Ed. 62, 1995 - Dones. Barcelona: Columna, 1997 - En Jordi i la sargantana. Barcelona: Columna, 1999 [infantil] - Contes d'Isabel: antologia. Barcelona: Columna, 1999 - Sobre el nacionalisme (Carta al meu net). Barcelona: Columna, 2000 - Estimats homes (Una caricatura). Barcelona: Columna, 2001 - En legítima defensa. Barcelona: Columna, 2003 - Angelets. Barcelona: Ed. 62, 2004 - Adéu Boadella. Barcelona: Mina, 2008 - Homes. Alzira: Bromera, 2010 - Tota aquesta gent. Barcelona: Edicions 62, 2014 | Teatre - ... I Nora obrí la porta. Barcelona: Revista Entreacte, 1990 - Còmplices. Alzira: Bromera, 2004 - La visita. Alzira: Bromera, 2012 Obres dramàtiques representades - Dona i Catalunya. Institut Francès, 1982 - Dones. Mite-les. Barcelona: Teatre Regina, 1999 - Còmplices. Pep Cortès, Granollers: Teatre de Ponent, 2003 Poesia - ABCDARI. Alcoi: Marfil, 1995 - El conjur. Barcelona: Ed. 62, 2009 Estudis literaris - Si em necessites, xiula. Barcelona: Ed. 62, 2005 Textos autobiogràfics - Els racons de la memòria. Barcelona: Ed. 62, 2009 Investigació i divulgació - El món de Toni Miró. València: Ed. de la Guerra, 1989 |

## Premis i reconeixements[3]
- Víctor Català, 1978: És quan miro que hi veig clar
- Crítica del País Valencià, 1985: Ídols
- Crítica Serra d'Or de Literatura i Assaig, 1993: Històries perverses
- Sant Jordi, 1993: La salvatge
- València de Literatura-narrativa, 1994: La innocent
- Crítica dels Escriptors Valencians de narrativa, 1999: El professor de música
- Premis Octubre-Andròmina de narrativa, 2001: Hum... Rita! : L'home que ensumava dones
- APPEC (Associació de Publicacions Periòdiques en Català), 2002
- Crítica dels Escriptors Valencians d'assaig, 2004: En legítima defensa
- Ciutat d'Alzira de novel·la, 2007: El meu germà Pol
- Premi Nacional Joan Coromines, 2008, atorgat per la CAL
- Crítica dels Escriptors Valencians d'assaig, 2009: Adéu Boadella
- Premi Trajectòria de la Setmana del Llibre en Català, 2009
- Pompeu Fabra, 2009
- Joanot Martorell de narrativa de Gandia, 2010: Amor meva
- Ciutat d'Alcoi de teatre, 2011: La visita
- Memorial Jaume Fuster de l'AELC, 2013: a la trajectòria i al conjunt de la seva obra
- Medalla d'Or de la ciutat d'Alcoi, 2013
- Medalla d'Honor de la Xarxa Vives d'Universitats, 2016
- Premi d'Honor de les Lletres Catalanes, 2017

L'any 2021, en ocasió del 25è aniversari de la Coordinadora d'Associacions per la Llengua, es va dedicar el Correllengua a la seva figura.
El 23 de novembre de 2022, es va inaugurar a Crevillent (Baix Vinalopó) un carrer amb el seu nom, després que el 28 de març anterior s'acordarés en el ple municipal la renovació de la denominació d'alguns espais públics del poble. L'homenatge es va distribuir en un primer acte a l'esmentat carrer i un de segon al saló d'actes de la Casa de Cultura. L'acord pel canvi va rebre el suport dels dos centres d'ensenyament secundari de Crevillent, així com de la tertúlia artisticoliterària «El Cresol».